# NGC 1546
NGC 1546 (również PGC 14723) – galaktyka spiralna (S0-a), znajdująca się w gwiazdozbiorze Złotej Ryby. Odkrył ją John Herschel 5 grudnia 1834 roku.